# São Simão (Setúbal)
São Simão – dawna parafia (freguesia) gminy Setúbal i jednocześnie miejscowość w Portugalii. W 2011 zamieszkiwało ją 7 239 mieszkańców, na obszarze 21,62 km². Od 2013 jest częścią parafii Azeitão.